# Weimar (Lahn)
Weimar és un municipi al land de Hessen a la República Federal d'Alemanya amb 7.600 habitants a la ribera del riu Lahn.